# 1615 год в науке
В 1615 году произошли различные научные и технологические события, некоторые из которых представлены ниже.

## События
- 25 февраля римская инквизиция завела первое дело против Галилея по обвинению в ереси; до суда тогда дело не дошло, церковь ограничилась строгим «внушением»[1].
- В Киеве начал работу Печатный двор Киево-Печерской лавры.

## Публикации
- Иоганн Кеплер в трактате «Новая стереометрия винных бочек» (Nova Stereometria dolorium vinariorum) внёс большой вклад в создание интегрального исчисления, которое оформилось к концу XVII века[2].

## Родились
См. также: Категория:Родившиеся в 1615 году
- 30 декабря — Карло Ренальдини, итальянский физик и математик (умер в 1698 году).
- (?) — Франс Ван Схотен, голландский математик, издатель и комментатор «Геометрии» Декарта (умер в 1660 году).
- (?) — Николя Лефевр, французский химик, автор первого промышленного способа получения серной кислоты (умер в 1669 году).

## Скончались
См. также: Категория:Умершие в 1615 году
- 4 февраля — Джамбаттиста делла Порта, итальянский врач и криптолог (род. в 1535 году).
- 4 мая — Адриан ван Ромен, фламандский математик (род. в 1561 году).